# Appendicula perplexa
Appendicula perplexa är en orkidéart som först beskrevs av Oakes Ames, och fick sitt nu gällande namn av Oakes Ames. Appendicula perplexa ingår i släktet Appendicula och familjen orkidéer. Inga underarter finns listade i Catalogue of Life.